# پوپرچنویه (شهرستان خابارسکی، سرزمین آلتای)
پوپرچنویه (به لاتین: Poperechnoye) یک منطقهٔ مسکونی در روسیه است که در سرزمین آلتای واقع شده‌است.